# 山田桃子
山乃 桃子（やまの ももこ、旧芸名：山田桃子、1991年4月1日 - ）は、日本の女優、元アナウンサー。MALLOW st.所属。

## 来歴・人物
神奈川県横須賀市出身。学習院女子大学国際文化交流学部国際コミュニケーション学科を卒業。在学中にRayの専属読者モデルとして活動。またサマンサベガのブランドレップを務めた。
2013年4月に静岡第一テレビに入社。同期のアナウンサーは柴田将平、杉岡沙絵子。自らを体を張るタイプと称し、富士登山や五右衛門風呂、バンジージャンプロケに挑んでいる。
2015年3月から始まった静岡県の民放4局による合同キャンペーン『しずおかwktkプロジェクト』と、その広報グループ『4siz』のメンバーとなる。2016年から同グループに加入した本谷育美によると、ロケ先で間違われるという。
2018年3月、静岡第一テレビを退社。役者を志し、2018年8月より、トライストーン・エンタテイメントに所属、女優活動を開始。現在はMALLOW st.に所属している。

## 出演

### テレビドラマ
- 警視庁ゼロ係３（2018年） ‐ 吉原美紀（第3話）
- 病室で念仏を唱えないでください（2020年） ‐ 夏川麻友（第4話）
- 彼女はキレイだった（2021年） - 小松麻利奈

### 配信ドラマ
- 新聞記者 第3話・第6話（2022年1月13日配信、Netflix）

### 舞台
- 時速246億『さよう、ならば、また、』（2024年4月13日 - 21日、シアターグリーン BIG TREE THEATER）[8]

### 映画
- Page30（2025年4月11日）[9]

## アナウンサー時代の担当番組
- あいチャン!! - 水曜日『もこもこクッキング』パートナー
- ももコレ
- 冠次六  伊豆編 - 進行（2015年）
- ZIP! - ナツナビ（2016年7月28日、2017年8月15日[10]）、チューモーク（2018年1月18日）
- 宮根誠司VS中部10県 地元じゃ当たり前!えっ!○○知らないの!?（2015年・2016年、中京テレビ制作・中部ブロックネット）
- ◯ごとワイド→まるごと - 木曜日リポーターなど
- マルシェア - 金曜日アシスタントMC
- ごちそうカントリー - 杉岡沙絵子と交替で出演（2017年4月 - 2018年3月）
- 祝はじめまして（2017年4月 - ）[11]
- FRONT ZERO